# كريس توماس (مغني)
كريس توماس (بالإنجليزية: Kris Thomas)‏ هو مغني أمريكي، ولد في 17 ديسمبر 1984 في ممفيس في الولايات المتحدة.

## وصلات خارجية
- الموقع الرسمي